# Iglesia de madera de Kaupanger
La iglesia de madera de Kaupanger, en la localidad del mismo nombre, en Noruega, es una stavkirke del siglo XII. Es la más grande entre todas las stavkirke de la provincia de Sogn og Fjordane. Aunque pertenece a la Sociedad para la Conservación de Monumentos Antiguos Noruegos, es también una parroquia de la Iglesia de Noruega.

## Estructura
Es una stavkirke de tipo B. Tanto la nave como el coro están divididos cada uno en una sala central y un deambulatorio que rodea a ésta. Esta división es evidente desde el exterior por el escalonamiento del techo: un nivel corresponde al techo de la sala central y el otro, más bajo, al deambulatorio. La nave es rectangular y es soportada por 22 postes (staver), 8 en cado lado largo, y 3 en cada lado corto. El coro es de menor anchura.
Sobre la nave, hay una torre occidental cuadrada de dos cuerpos con un chapitel piramidal rodeado de cuatro pináculos. En el occidente de la nave, en la entrada, hay un pequeño porche (våpenhus).
La iglesia se sitúa sobre las ruinas de lo que podrían haber sido dos iglesias de postes. Kaupanger fue un poblado comercial que el rey Sverre I incendió en 1184 para castigar a sus habitantes, que lo habían desobedecido. Hubo en cierto momento la creencia de que la stavkirke de ese tiempo había sido arrasada por las llamas, de acuerdo a los hallazgos arqueológicos de la década de 1960, que revelaron la existencia de restos quemados de madera bajo la actual iglesia. Así, se creyó que la actual iglesia habría sido construida hacia 1190. Sin embargo, investigaciones más recientes cambiaron esas creencias, pues los estudios de dendrocronología determinaron que la madera fue cortada en 1137. Además, la Saga de Sverre no menciona la destrucción de la iglesia durante el incendio del pueblo. Ahora, se asume que la construcción data de aproximadamente 1150, aunque quizás desde 1200 se le hicieron remodelaciones.
Se han sucedido varios proyectos de restauración tanto en el exterior como en el interior, pero independientemente de los cambios, se ha preservado la construcción medieval. La última remodelación sucedió entre 1959 y 1965. El retablo, el púlpito y la pila bautismal son del siglo XVII.

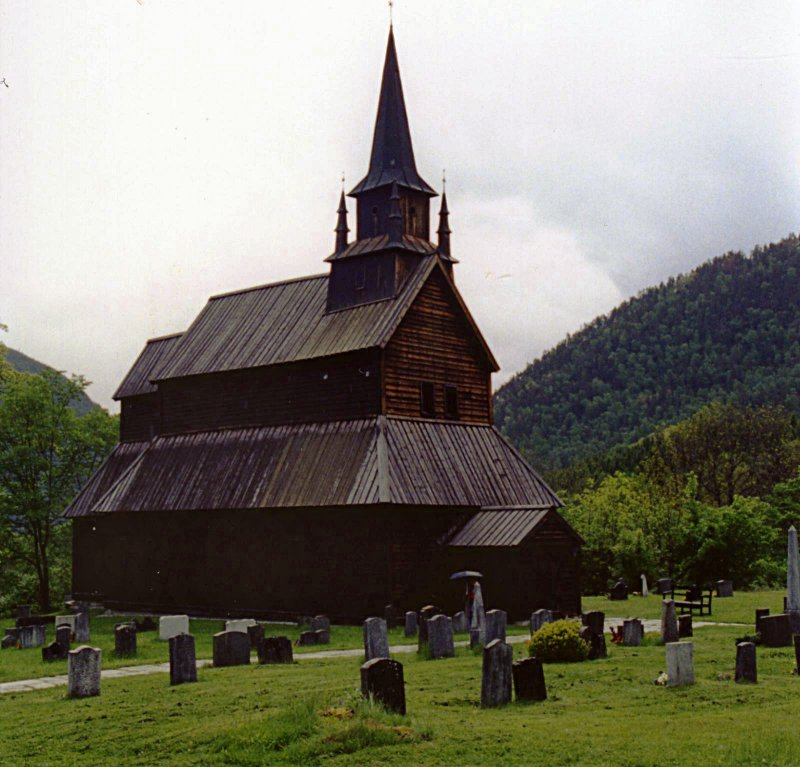
Iglesia de madera de Kaupanger.